# Wapen van Hedikhuizen

Wapen van Hedikhuizen

Het wapen van Hedikhuizen werd op 16 juli 1817 bij besluit van de Hoge Raad van Adel aan de toenmalige Noord-Brabantse gemeente Hedikhuizen bevestigd. Op 1 mei 1935 ging de gemeente op in de gemeenten Heusden en Vlijmen, waarmee het wapen van Hedikhuizen kwam te vervallen. Sinds 1 januari 1997 valt ook Vlijmen onder Heusden. Het wapen van Heusden heeft deels dezelfde oorsprong als dat van Hedikhuizen.

## Blazoenering
De blazoenering bij het wapen luidt als volgt:
In azuur een zesspakig rad van goud, vergezeld van 5 liggende blokjes van keel, geplaatst 3 boven en 2 onder het rad.
De heraldische kleuren zijn lazuur (blauw), keel (rood) en goud (geel). De beschrijving is later toegevoegd, oorspronkelijk stond in het register uitsluitend een tekening.

## Geschiedenis
Het wapen is afgeleid van dat van het Land van Heusden, waarvan Hedikhuizen vroeger deel uitmaakte. Schependomzegels van de heerlijkheid Hedikhuizen zijn niet bekend. Er is een tekening bekend van het einde van de achttiende eeuw met als wapen voor Hedikhuizen een gouden schild met daarop een rood rad en rode blokjes. De burgemeester heeft bij de aanvraag echter een tekening overgelegd met een blauw schild en een gouden rad. Dit wapen is door de HRvA toegekend. Het kleurgebruik (rood op blauw) is heraldisch niet correct.

## Verwante wapens

Het wapen van Heusden
Het wapen van Vlijmen
Het wapen van Baardwijk
Het wapen van Eethen (1936)
Het wapen van Nieuwkuijk
Het wapen van Oudheusden
Het wapen van Wijk en Aalburg (1954)
Het wapen van Maarn
Het wapen van Haamstede

Aalburg
· Aalst
· Aarle-Rixtel
· Alem 
· Alem, Maren en Kessel
· Almkerk
· Alphen en Riel
· Andel
· Baardwijk
· Bakel en Milheeze
· Beek en Donk
· Beers
· Berghem
· Berkel-Enschot
· Berlicum
· Besoyen
· Beugen en Rijkevoort
· Bladel en Netersel
· Bokhoven
· Borkel en Schaft
· Boxmeer
· Budel
· Capelle
· Chaam
· Cromvoirt
· Cuijk
· Cuijk en Sint Agatha
· De Werken en Sleeuwijk
· Den Dungen
· Deurne en Liessel
· Dieden, Demen en Langel
· Diessen
· Dinteloord (en Prinsenland)
· Dinther
· Dommelen
· Drongelen, Haagoort, Gansoijen en Doeveren
· Drunen
· Duizel en Steensel
· Dussen
· Eersel
· Eethen
· Emmikhoven en Waardhuizen
· Empel en Meerwijk
· Engelen
· Erp
· Esch
· Escharen
· Fijnaart en Heijningen
· Gassel
· Geffen
· Geldrop
· Gemert
· Genderen
· Gestel en Blaarthem
· Giessen
· Ginneken en Bavel
· Grave
· 's Gravenmoer
· Haaren 
· Halsteren
· Haps
· Haren en Macharen
· Hedikhuizen
· Heesch
· Heeswijk
· Heeswijk-Dinther
· Heeze
· Helvoirt
· Herpt
· Hoeven
· Hooge en Lage Mierde
· Hooge en Lage Zwaluwe
· Hoogeloon, Hapert en Casteren
· Huijbergen
· Kessel
· Klundert
· Landerd
· Leende
· Liempde
· Lierop
· Lieshout
· Linden
· Lith
· Luyksgestel
· Maarheeze
· Maasdonk
· Maashees en Overloon
· Made en Drimmelen
· Maren
· Meeuwen
· Megen, Haren en Macharen
· Mierlo
· Mill en Sint Hubert
· Moergestel
· Nederwetten en Eckart
· Nieuw-Ginneken
· Nieuw-Vossemeer
· Nieuwkuijk
· Nistelrode
· Nuenen en Gerwen
· Nuland
· Oeffelt
· Oerle
· Oijen en Teeffelen
· Oost-, West- en Middelbeers
· Oploo, Sint Anthonis en Ledeacker
· Ossendrecht
· Oud en Nieuw Gastel
· Oudenbosch
· Oudheusden
· Princenhage
· Prinsenbeek
· Putte
· Raamsdonk
· Ravenstein
· Reek
· Reusel
· Riethoven
· Rijsbergen
· Rijswijk
· Roosendaal en Nispen
· Rosmalen
· Sambeek
· Schaijk
· Schijndel
· Sint Anthonis
· Sint-Michielsgestel
· Sint-Oedenrode
· Soerendonk, Sterksel en Gastel
· Sprang
· Sprang-Capelle
· Standdaarbuiten
· Stiphout
· Stratum
· Strijp
· Terheijden
· Teteringen
· Tongelre
· Uden
· Udenhout
· Veen
· Veghel
· Veldhoven en Meerveldhoven
· Velp
· Vessem, Wintelre en Knegsel
· Vierlingsbeek
· Vlierden
· Vlijmen
· Vrijhoeve-Capelle
· Wanroij
· Waspik
· Werkendam
· Westerhoven
· Wijk en Aalburg
· Willemstad
· Woensel (en Eckart)
· Woudrichem
· Wouw
· Zeeland
· Zesgehuchten
· Zevenbergen